# Commodore (bedrijf)
Commodore was een Amerikaans-Canadese computerfabrikant. Het bedrijf begon in 1954 als reparatiebedrijf van schrijfmachines. In de loop der tijd werd het accent verlegd naar rekenmachines en daarna naar computers.
Commodore is enerzijds de geschiedenis ingegaan als een van de meest innovatieve computerbedrijven ooit, anderzijds wordt het bedrijf door velen vaak gezien als vergane glorie in de hoek van de computerspellen.

## Geschiedenis

### 1954-1962: het prille begin
Commodore werd opgericht door Jack Tramiel (geboren als Jacek Tramielski), die na Auschwitz te hebben overleefd naar de Verenigde Staten was geëmigreerd. Daar sloot hij zich aan bij het Amerikaanse leger. Tramiel bleek talent te hebben voor het repareren van apparaten en kreeg al snel de taak schrijfmachines te repareren.
In 1947 verliet Tramiel het Amerikaanse leger. Hij verhuisde naar New York, waar hem opviel dat er veel vraag was naar kundige schrijfmachinereparateurs. In 1954 begon hij in de Bronx zijn bedrijf. Tramiel werd er niet echt rijk van, en had zelfs een bijbaantje als chauffeur om rond te komen, maar hij slaagde erin een contract te sluiten met een Tsjechoslowaaks bedrijf voor assemblage van hun schrijfmachines.
Omdat men in de Verenigde Staten bevreesd was voor het communistische gevaar, was het echter niet eenvoudig om onderdelen uit Tsjechoslowakije in te voeren. Daarom werd besloten in Canada een nieuw bedrijf op te richten onder de naam Commodore International.
Naarmate het bedrijf meer kennis en ervaring kreeg, kwam Tramiel tot het inzicht dat het interessanter was eigen schrijfmachines te maken dan ze voor iemand anders in elkaar te zetten. Omdat er sterke concurrentie uit Japan op komst was vreesde Tramiel echter dat er met schrijfmachines op termijn weinig te verdienen zou zijn. Hij liet daarom de schrijfmachinemarkt links liggen, en besloot in de relatief nieuwe markt van telmachines te stappen. Zo ontstond in 1962 het bedrijf Commodore Business Machines. Commodore was vanaf nu niet langer een eenmansbedrijf, maar een door aandelen gefinancierde onderneming.

### 1962-1976: Commodore wordt een groot bedrijf

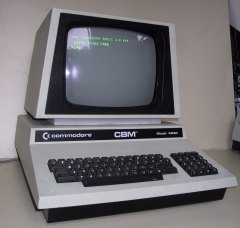
CBM 4032

De nieuwe onderneming kwam al snel in zwaar weer. Huisbankier C. Powell Morgan van Atlantic Acceptance Corporation werd aangehouden wegens fraude, en veroordeeld wegens oneerlijke zakenpraktijken en manipulatie. Ook Commodore werd aan een intensief onderzoek onderworpen, en alhoewel het bedrijf uiteindelijk werd vrijgesproken, was het door de slechte publiciteit dusdanig gehavend dat het in financiële problemen kwam. De Canadese durfkapitalist Irving Gould gaf het bedrijf een kapitaalinjectie, in ruil voor een bestuurspositie. De bedrijfsleiding bleef echter in handen van Tramiel.
De kapitaalinjectie hielp Commodore op de been, maar na verloop van tijd werd ook de markt voor telmachines langzaamaan moeilijker; de Japanse concurrentie leverde betere en goedkopere modellen af. Gould stuurde Tramiel naar Japan om de situatie daar nauwkeurig te bestuderen. Terwijl hij daar was, kwam Tramiel in aanraking met elektronische rekenmachines. Hij zag onmiddellijk in dat deze apparaatjes de telmachines overbodig zouden maken, en vormde Commodore om tot een fabrikant van elektronische rekenmachines.
Dit bleek een gouden zet. Commodore was een van de eerste fabrikanten van elektronische rekenmachines en haalde er vrijwel onmiddellijk mooie inkomsten uit. De overwinning was echter van korte duur. Commodore was afhankelijk van chipleverancier Texas Instruments. Toen dit bedrijf zag hoe goed de rekenmachinemarkt liep, lanceerde het een eigen lijn rekenmachines. De prijs van de chips werd voor Commodore en andere fabrikanten op een dusdanig niveau gehouden dat zij onmogelijk konden concurreren met de rekenmachines van Texas Instruments. In 1975 meldde Commodore een verlies van 5 miljoen dollar.
Deze gang van zaken was een keerpunt in de geschiedenis van het bedrijf. Tramiel en Gould trokken een belangrijke conclusie: zorg dat je nooit afhankelijk bent van één enkele leverancier. Tramiel beschreef het later als volgt: "Op dat moment had ik het idee dat de enige manier om door te gaan in de elektronica-industrie was dat ik mijn lot in eigen handen moet hebben."

### 1976-1985: voorspoed en glorie met het apparaat van de toekomst
Deze conclusie leidde tot een nieuw actieplan. Gould verleende Commodore een lening van 3 miljoen dollar om leveranciers over te nemen die noodzakelijk waren voor de continuïteit van de productie. Tramiel zag dat het net opgerichte MOS Technology niet veel klanten had. Hij bestelde er een flinke berg chips, en hongerde het bedrijf vervolgens uit. Daarna bood hij aan MOS over te nemen, op voorwaarde dat alle belangrijke personeelsleden beloofden te blijven. Naast MOS Technology nam Commodore dat jaar de bedrijven Frontier en MDSA over.
Een van de ontwerpers van MOS Technology, Chuck Peddle, werkte destijds aan een nieuwe chip, de 6502-processor. Peddle probeerde Tramiel ervan te overtuigen dat rekenmachines reeds een gelopen zaak waren, en dat computers de toekomst waren. Peddle vertelde Tramiel over zijn 6502-project: "Onze nieuwe chip is feitelijk een kleine computer. En kleine computers, dat is de toekomst van de wereld."

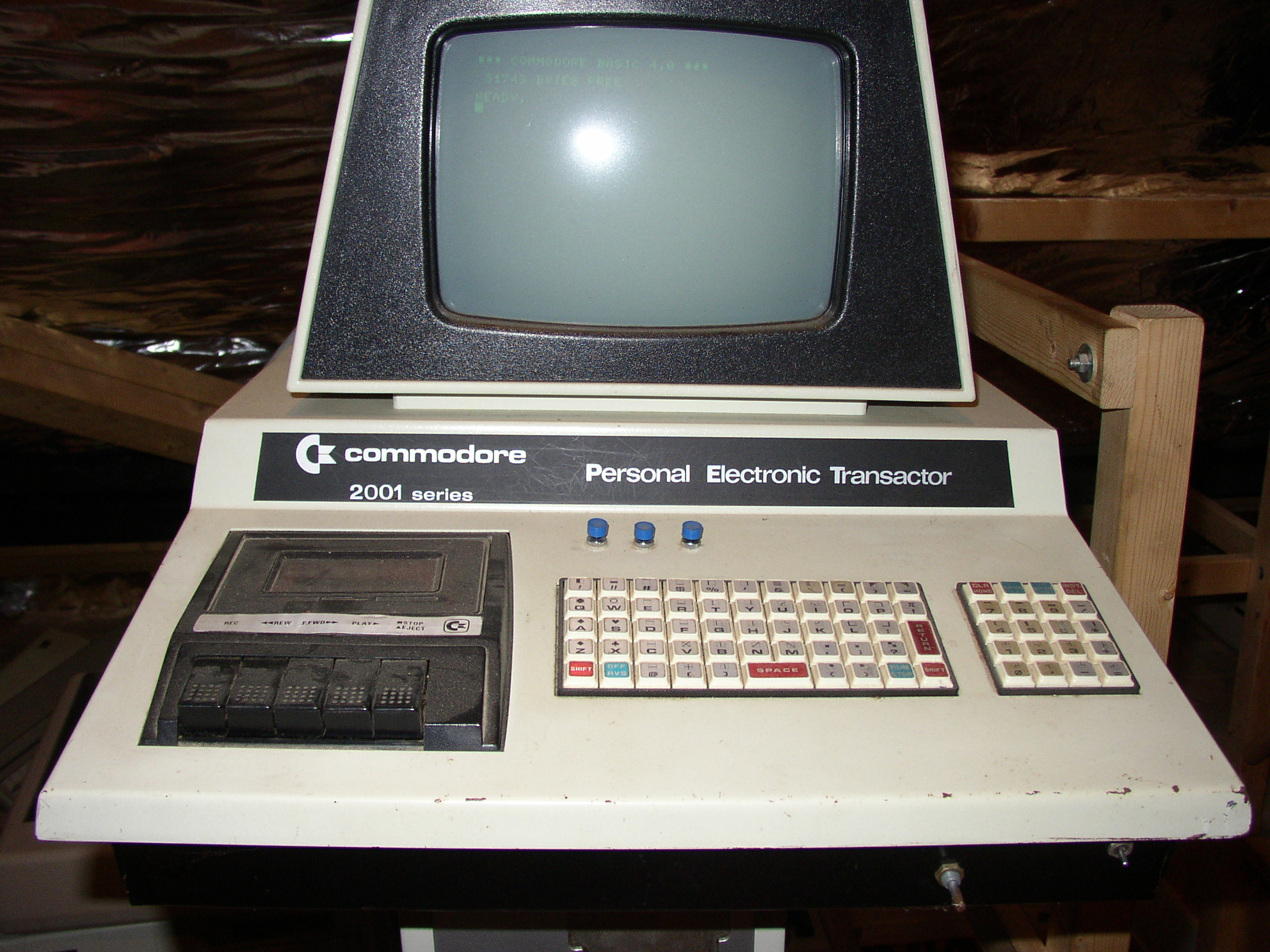
PET 2001

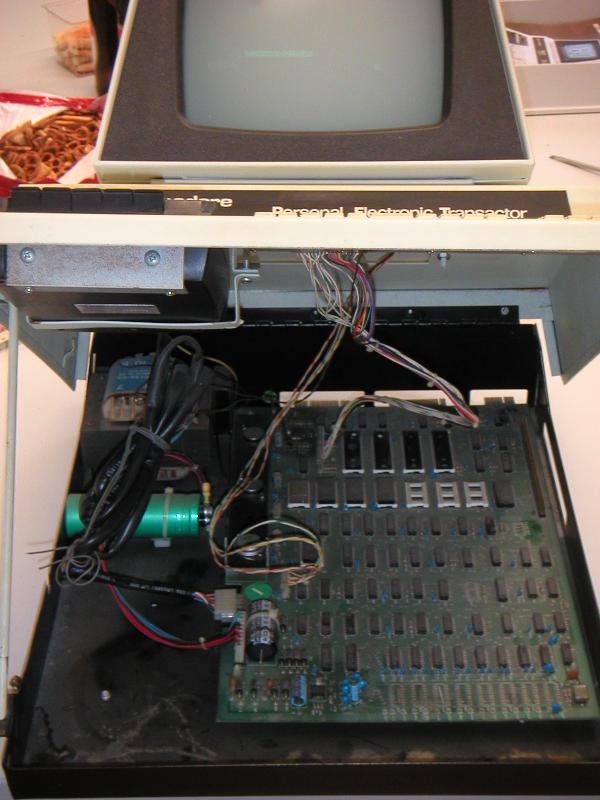
PET 2001 geopend

Tramiel zag in dat Peddle gelijk kon hebben, maar was bang het risico te nemen. Hij deed een poging Apple over te nemen, maar kon het niet eens worden over de prijs. Teleurgesteld maar vastbesloten gaf hij Peddle opdracht zelf een computer te bouwen. Deze diende af te zijn voordat de Consumer Electronics Show in Chicago zou plaatsvinden. Peddle maakte lange dagen, en stond onder grote druk, maar hij bouwde de Personal Electronic Transactor ofwel de PET. De computer was op tijd voor de Consumer Electronics Show van januari 1977.
Conceptueel gezien was dit de allereerste personal computer, nog voor de IBM-PC - welke overigens technisch gezien een compleet ander apparaat was.
De PET werd erg enthousiast ontvangen. Tramiel had echter geen flauw idee hoe succesvol het product zou worden en was bang een grote voorraad aan te leggen. Daarom publiceerde hij in kranten in New York een advertentie voor een computer die slechts 599 dollar zou kosten. Tramiel dacht dat hij dan nog net winst kon maken. De levertijd zou zes weken bedragen, en de helft van het bedrag diende vooruit betaald te worden. Na drie weken was er reeds 3 miljoen dollar op de bankrekening bijgeschreven. Het was duidelijk dat de toekomst van Commodore in computers lag.
Doordat de PET zo goed liep, hadden de chipontwerpers een rustige periode. In alle vrijheid konden ze chips voor de toekomstige computers ontwerpen. Om zichzelf een doel te geven, gingen ze chips ontwerpen voor de toekomstige videospellen. Terwijl de PET zijn intrede deed in bedrijven en scholen, kreeg Commodore in de loop der tijd aandacht voor computers bij mensen thuis. Het concept van de homecomputer was geboren.
Commodore lanceerde de VIC-20. Deze werd een groot succes. De machine was betaalbaar en kreeg daardoor een grote softwareondersteuning. Op het hoogtepunt kostte de VIC-20 55 dollar en werden er 9000 stuks per dag geproduceerd. Een neveneffect was echter dat Commodore nu als speelgoedfabrikant werd gezien. Dit imago zou het bedrijf de rest van zijn bestaan blijven aankleven.
Het succes van de VIC-20 vereiste dat er een opvolger kwam. De chips die men bij MOS aan het ontwikkelen was kregen rap een nieuwe ontwerpfocus, zij zouden in de VIC-30 gebruikt worden. De VIC-30 werd in slechts negen maanden ontwikkeld. Vanwege het lange voortraject was de technologie erin echter ver voor op de rest van de industrie.

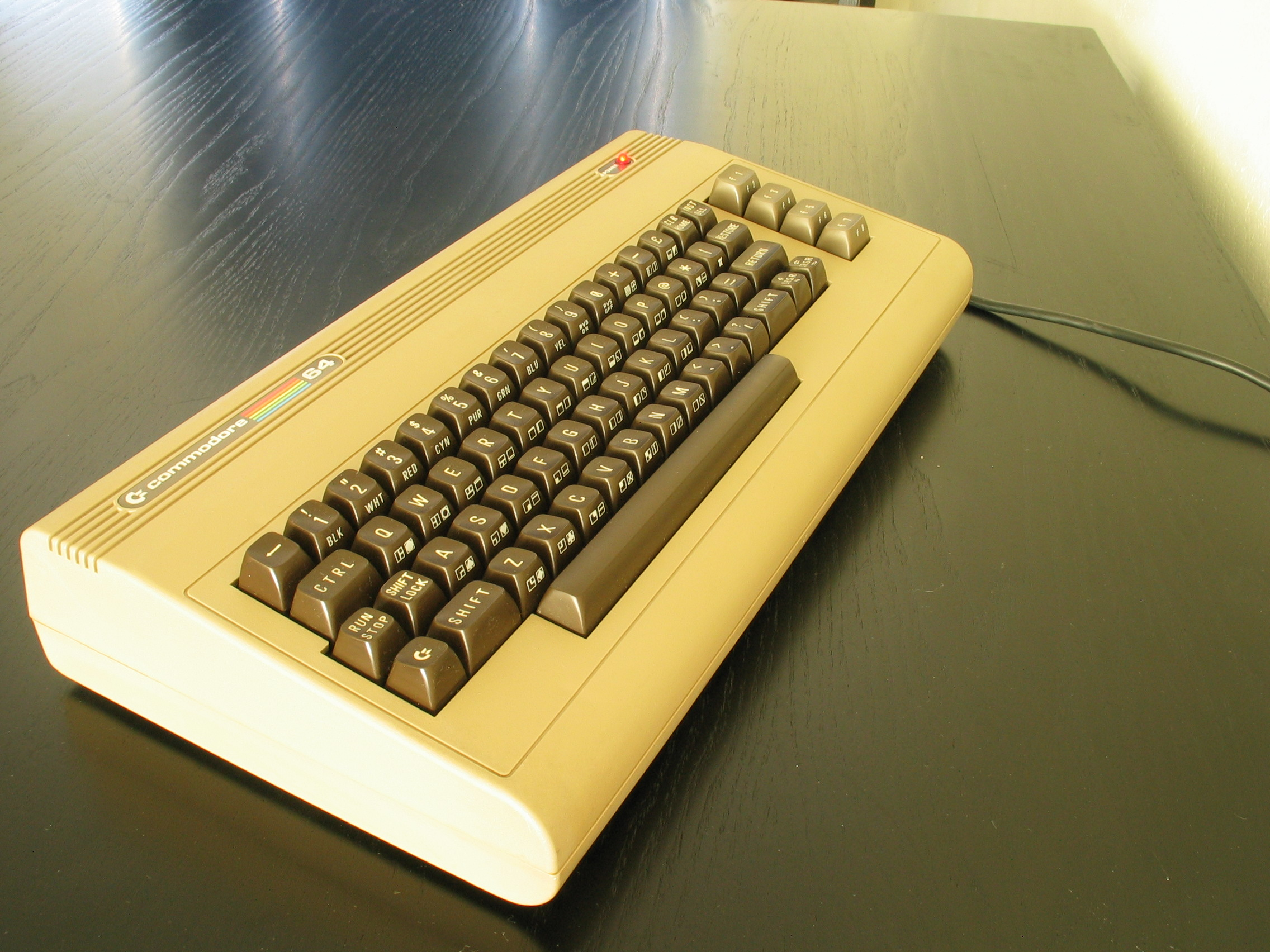
Commodore 64

Voordat de VIC-30 in 1983 uitkwam werd de machine omgedoopt in de welbekende Commodore 64. In die tijd was dit een fenomenaal apparaat, en in de slagzin van Commodore "U koopt geen betere computer voor twee keer de prijs" zat veel waarheid. De computer haalde als meest verkochte computer het Guinness Book of Records en staat daar nog steeds. (Laatste verificatie editie 2002.) Hij had grafische vermogens die voor die tijd bijzonder waren, en voor het eerst beschikte een computer over geavanceerde geluidsmogelijkheden. De Sid-chip was een complete geluidssynthesizer die softwarematig werd aangestuurd. Tot op de dag van vandaag is deze chip erg geliefd; hij wordt als een van de belangrijkste chips ooit gezien.
Voor consumenten met een krappere beurs bracht Commodore twee goedkope modellen op de markt, de Commodore 16 en de Commodore Plus/4. Alhoewel ze redelijk verkochten, konden ze noch bij de Commodore 64, noch bij de VIC-20 in de buurt komen.
Achter de schermen ging het er echter een stuk minder netjes aan toe. Tramiel was ontevreden over de invloed die Gould op de bedrijfsvoering uitoefende, terwijl Gould vond dat Tramiel te veel in ontwikkeling stak en de voorsprong op de concurrentie groot genoeg was.
Dit leidde ertoe dat Tramiel in 1984 Commodore verliet. Gould was de nieuwe sterke man. Commodore kende in de volgende jaren verscheidene bedrijfsleiders, waarna Gould het heft in eigen handen nam. Tramiel was echter een vechter en kocht het noodlijdende Atari. Dit bedrijf had echter bij lange na niet de technologie om met Commodore te concurreren. Tramiel ging op zoek naar een nieuwe bron van techniek.

#### Amiga

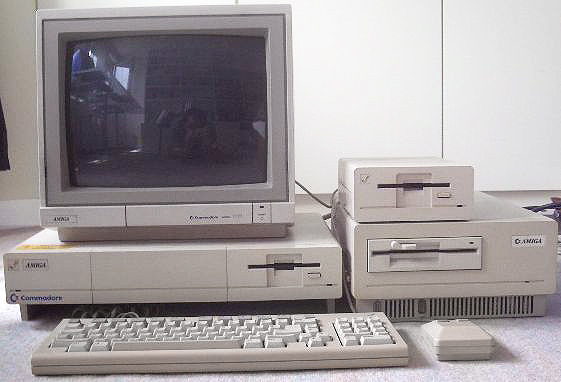
Amiga 1000

Het bedrijf Amiga ontwikkelde een nieuwe geavanceerde computer die al het bestaande achter zich zou laten, de Lorraine. Het bedrijf had echter niet de middelen om deze droom te verwezenlijken. Tramiel was erg geïnteresseerd, maar had geen zin om het volle pond te betalen. Telkens verlaagde hij op het laatste moment zijn bod. Ten slotte stak Commodore een spaak in het wiel. Het deed een royaal bod, en werd zo de nieuwe eigenaar van Amiga. De techniek van Amiga was bijzonder geavanceerd en Commodore had nog anderhalf jaar nodig om het product te vervolmaken. In 1985 werd de Commodore Amiga-computer gelanceerd.
De vermogens van de Amiga waren voor die tijd niet mals. In plaats van de 16 kleuren van de Commodore 64 kon de Amiga er 4096 tonen, voldoende voor fotorealisme. Het tonen van een foto op een computerscherm was in die tijd al een spektakel op zich, en de Amiga kon zijn kleurrijke beelden ook nog op indrukwekkende wijze laten bewegen. In plaats van een synthesizer met drie stemmen bevatte de Amiga een synthesizer met realistisch 4-kanaals geluid. En in plaats van een 8-bits processor op 985 kHz had de Amiga een 32-bits processor (met 16-bits bus) op 8 MHz.
Ter vergelijking, een IBM-PC werd in die tijd verkocht met een 16-bits 8086-processor, een Herculeskaart of CGA-kaart, en een biepertje dat niets anders kon doen dan piepjes laten horen. Dit voor een veelvoud van de prijs. Overigens bestond de 80286 ook al, alleen kon die in prijs helemaal niet concurreren.
In 1985 behoorde Commodore tot de top van de computerindustrie, zowel op technologisch vlak als markttechnisch gezien, met de concurrenten mijlenver op afstand. De volgende jaren zou de lijn echter de andere kant op buigen.

### 1985-1994: het begin van het einde

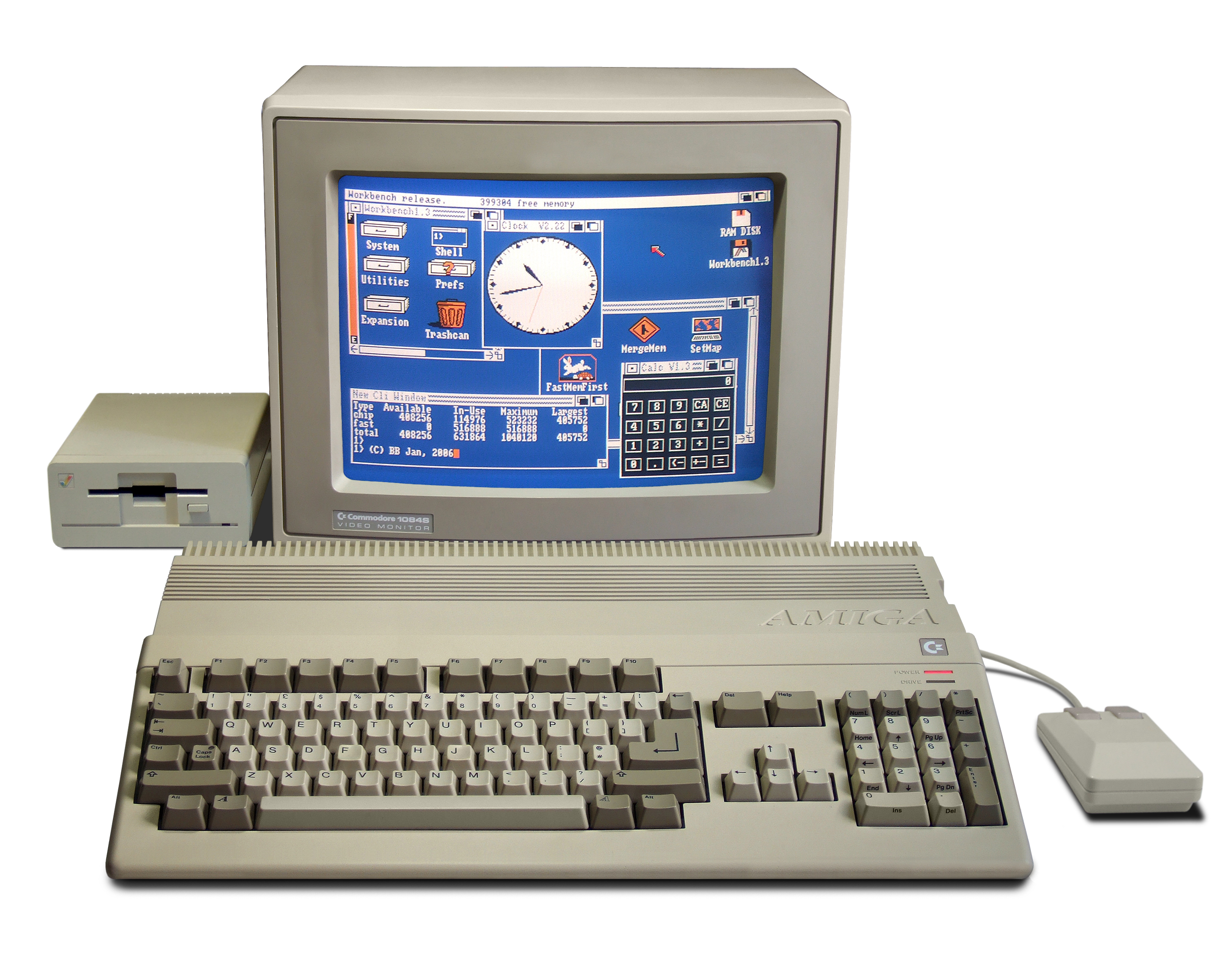
Amiga 500

Commodore vond het oorspronkelijke model, de Amiga 1000, te duur om te produceren en niet geschikt voor de uiterst succesvolle homecomputermarkt. Het ontwikkelteam van Commodore Duitsland ontfermde zich over het ontwerp en dit resulteerde in de Amiga 500 voor de homecomputermarkt en de Amiga 2000 voor de professionele markt.
Van de Amiga 500 werd verwacht dat deze het succes van de Commodore 64 snel zou evenaren. De Amiga mocht dan een fenomenaal apparaat zijn, Tramiel was een fenomenaal zakenman. Met behulp van kant en klare componenten had hij de Atari ST in elkaar weten te zetten. En alhoewel technisch inferieur aan de Amiga, paste het apparaat in dezelfde markt als de Amiga 500 en concurreerde Tramiel op prijs. De Amiga kon vanwege zijn geavanceerde techniek niet onder de prijs van een Atari ST duiken.
De Amiga werd uiteindelijk toch een succes en verkocht een stuk beter dan de Atari ST. Het succes van de Commodore 64 werd echter bij lange na niet gehaald; deze bleef beter verkopen. Dus werd een opvolger van de Commodore 64 uitgebracht, de Commodore 128. Dit was een nieuwe computer met CP/M-besturingssysteem, met daarnaast een Commodore 64 ingebouwd, zodat ook oudere software kon worden gebruikt. Vanwege het enorme succes van de Commodore 64 werd echter maar weinig software specifiek voor de Commodore 128 ontwikkeld. Het gevolg was dat gebruikers de nieuwe mogelijkheden niet konden benutten. Hierdoor werd ook deze computer geen groot succes.
In winstcijfers maakte dit echter nog niet veel uit. De Commodore 64 verkocht nog altijd erg goed, en de Amiga verkocht best aardig. Achter de schermen had Irving Gould echter de ontwikkeling nagenoeg stil gezet. Er werden wel betere Amiga's ontwikkeld, maar technologisch gezien maakte het bedrijf weinig vorderingen.
In die periode kwam de IBM-PC sterk op. Niet alleen was deze computer in het bedrijfsleven erg succesvol, door middel van pc-privéprojecten kwam deze computer in de huiskamers terecht. Helaas voor Commodore was dat niet naast, maar in plaats van een homecomputer.
Logisch gezien zou een consument nooit een pc kopen. Voor de prijs van een pc kocht je een Amiga 2000, of later een 2500. Een pc was trager, kon minder, was moeilijk te bedienen, en maakte een hoop herrie. De Amiga had ook een veel beter besturingssysteem dan het MS-DOS van een pc, en had betere software. Toch kozen consumenten massaal voor de pc.
De oorzaak hiervan was onder andere dat Commodore een spelletjesimago had. Een pc daarentegen zag men als een echtere computer. Dat Commodore professionele Amiga's had boeide niet; de pc werd als het professionele apparaat gezien. Een andere reden waarom vaak voor een pc gekozen werd was dat een pc leerzamer voor de kinderen werd geacht. Bovendien kon men op een pc thuis dezelfde software gebruiken als op het werk, of deze nu inferieur was of niet.
Commodore had het gevaar vroeg in de gaten en kwam met middelen om pc-software op de Amiga te draaien. Daarnaast werd een eigen lijn pc's gelanceerd. (Het bedrijf ATi Technologies, tegenwoordig bekend van de Radeon-chips, ontwikkelde de grafische chip en vond in Commodore destijds zijn allereerste klant.) Er werd echter ook een kapitale fout gemaakt: het bedrijf besloot dat het af moest van het spelletjesimago. Dat betekende dat de Commodore 64 en de Amiga 500 vanaf dat moment bijzaak waren. In plaats daarvan werden de Amiga 3000 en 4000 gelanceerd, bijzonder krachtige multimediamachines.
Omdat de pc in de huiskamer terecht was gekomen, werd de multimediatechnologie in de pc echter snel beter. Tegen het jaar 1990 werden pc's uitgerust met 80386-processoren en VGA-kaarten. De Commodore 64 liep op zijn eind, en tegen een pc uit die tijd moest Commodore het opnemen met de Amiga 500 - nog steeds dezelfde computer als vijf jaar eerder. Met andere woorden, de pc was een betere homecomputer geworden dan wat Commodore te bieden had.
De Amiga 3000 en 4000 sloegen ook niet aan in de zakelijke markt. Althans, voor taken waar voorheen een 2000 of 2500 was ingezet, werd nu een 3000 of 4000 ingezet, dus veel nieuwe markt leverde dat niet op. Bovendien was de computerspellenindustrie aan het overschakelen naar de pc. Jaren van gebrek aan investeringen hadden ertoe bijgedragen dat het bedrijf dat eens zo vooropliep met zijn technologie nu achteraan hobbelde.
Commodore zag zijn fout in en keerde terug naar de homecomputers. De ontwikkeling van de Commodore 65 en Amiga 600 werd gestart. De Commodore 65 werd geannuleerd, de Amiga 600 kwam wel uit. Kort hierna, in 1992, kwam Commodore nog met de Amiga 1200, volgens velen de beste Amiga ooit gemaakt. Alhoewel de apparaten verwelkomd werden, was het te laat om het tij de keren. De overstap van de computerindustrie naar de pc was onontkoombaar.
Tegelijk met de hernieuwde interesse in homecomputers probeerde het een nieuwe markt aan te boren, de intelligente computer voor onder de televisie. De CDTV werd uitgebracht, feitelijk een Amiga zonder toetsenbord. Philips begaf zich ook in deze markt met hun cd-i-speler. Uiteindelijk bleek er geen interesse te zijn, en beide producten gingen genadeloos af - dat van Commodore nog harder dan dat van Philips.
Langzaamaan droogden de inkomsten op met als gevolg dat het bedrijf in 1994 het faillissement aanvroeg. Commodore Electronics, inmiddels gevestigd op de Bahama's, was de eerste divisie die viel.

### 1995-heden: De merknaam Commodore
Het Commodore-concern bestond uit onafhankelijke bedrijven, en behalve de divisies Commodore Business Machines en Commodore International had ieder land zijn eigen "Commodore". Na het faillissement van Commodore Business Machines gingen deze onafhankelijke bedrijven een voor een ter ziele. Sommige deden echter pogingen een nieuwe eigenaar te vinden.
Zo werden Commodore Deutschland en Commodore UK voor 14 miljoen dollar overgenomen door het Duitse Escom. Kort daarna kocht Escom ook een flink deel van de boedel van het Amerikaanse bedrijf. De chipdivisie Commodore Semiconductor Group werd overgenomen door het personeel en bestond nog enkele jaren onder de naam GMT Microelectronics.
Escom probeerde Commodore weer op te starten. Er werden weer Amiga's verkocht, en in de winkels van Escom verschenen allerlei Commodore producten. Rond 1996 raakte de computermarkt echter van slag en kon Escom het gewicht van de investering niet meer dragen. Escom ging failliet. Het Amerikaanse bedrijf Gateway 2000 kocht de Amiga-technologie, en de rest kwam in handen van Escom Nederland, dat zijn naam veranderde in Commodore. Escom Nederland kreeg hierbij ook de beschikking over alle niet-Amiga-technologie maar deed er niets mee.
Op 2 juli 1997 nam de Nederlandse computerfabrikant Tulip Escom Nederland over met het oogmerk meer klanten voor Tulip pc's te vinden en pc's met het merk Commodore te verkopen. De winkels van Escom werden doorverkocht aan de keten Dynabyte. Tulip begreep echter vooralsnog niet hoe het merk te gebruiken viel, en stopte er al vlug mee.
In 2004 deed Tulip nog een nieuwe poging het merk Commodore te herintroduceren. Samen met enkele partners bleek het bedrijf dit keer in staat te zijn de technologie van Commodore te gebruiken en moderne varianten van de Commodore 64 te bouwen. Het eerste nieuwe product was de Commodore 64 DTV, een joystick met ingebouwde Commodore 64, die direct op de televisie kon worden aangesloten. Verder wilde Tulip onder de naam Commodore gaan handelen in muziekverkoop via internet, en opnieuw een pc-lijn introduceren.
Eind 2004 maakte Tulip echter bekend dat het merk Commodore werd verkocht aan Yeahronimo (YMV), een online-muziekwinkel. De overeenkomst werd definitief in maart 2005. De transactie had een waarde van € 24 miljoen, die overigens grotendeels afhankelijk was van toekomstige inkomsten uit het merk Commodore, te regelen via termijnbetalingen in de jaren 2006 t/m 2010. Tulip dochter 2L International bleef distributeur van Commodore binnen het verkoopnetwerk van YMV en Tulip Computers ging ondersteuning verlenen aan het verder uitbouwen van Commodore.
Ook het Amiga-verhaal had een staartje. Gateway ging werken aan een nieuwe Amiga. Na enige tijd leek het bedrijf zijn interesse te verliezen en verkocht het de Amiga-technologie weer. De nieuwe eigenaar, Amino Technologies, doopte zich om tot Amiga Inc. en probeert de Amiga-technologie verder te ontwikkelen.
Aanvankelijk mikte men op de verkoop van nieuwe Amiga-achtige software. Na enige tijd keerde men terug naar de wortels en werd de ontwikkeling van het AmigaOS voortgezet. De ontwikkeling is momenteel uitbesteed aan Hyperion Entertainment, een Belgisch spelontwikkelbedrijf dat altijd trouw heeft vastgehouden aan de Amiga.
Het Britse bedrijf Eyetech, bestaande uit ex-werknemers van Commodore, ging met Amiga Inc. samenwerken om nieuwe Amiga-hardware te ontwikkelen, gebaseerd op PowerPC-processoren.
In juli 2015 werd er een smartphone onder de naam Commodore PET aangekondigd. Het betrof een telefoon die zou draaien op Android 5. Er zouden twee emulators meegeleverd worden waarmee de Commodore 64 en verschillende Amigasystemen geëmuleerd konden worden. De telefoon zou op de markt gebracht worden door een startup met de naam Commodore Business Machines. In augustus ontstond er onenigheid over het gebruik van de merknaam Commodore die geclaimd werd door C=Holdings B.V. Een derde onderneming, Cloanto, beweerde dat het geen rechten had verleend om de originele ROM-code en code van de besturingssystemen van Commodore en Amiga te gebruiken in de emulators. In oktober bleek dat er nog geen enkele smartphone was uitgeleverd aan degenen die hem besteld hadden.
In 2025 werd het merk Commodore gekocht door YouTuber Christian Simpson en vier oud-Commodore ingenieurs. Het doel is om de bestaande systemen te blijven ondersteunen en de passie voor de retro-apparatuur levendig te houden. Er is na de overname meteen ook een nieuw product aangekondigd.